# スティーヴン・クライド・プレストン
スティーヴン・クライド・プレストン（Steven Clyde Preston、1960年8月4日 - ）は、アメリカ合衆国の政治家。ジョージ・W・ブッシュ政権2期目で14代目アメリカ合衆国住宅都市開発長官を務めた。

## 生い立ちと初期の経歴
1960年8月4日にスティーヴン・クライド・プレストンはアメリカのウィスコンシン州ジェーンズヴィルにおいて誕生した。プレストンはジェーンズヴィルで育ち、地元の公立学校で初等教育を受けた。プレストンはパーカー高校で学び、生徒会長と卒業生総代を務めた。プレストンは1982年にノースウェスタン大学を卒業し、政治学の学士号を取得した。プレストンは1985年にシカゴ大学経営大学院を修了し、経営学の修士号を取得した。
プレストンは投資銀行のリーマン・ブラザーズに入り、上級副社長に就任した。プレストンは1993年にファースト・データ社へ移り、1997年まで上級副社長兼財務担当を務めた。1997年にプレストンはサービスマスター社に最高財務責任者として雇われ、その後執行副社長に昇任した。プレストンは国際的な実業家としてイタリアなどの西ヨーロッパ諸国やニューヨーク・香港に居住した。

## 中小企業庁長官

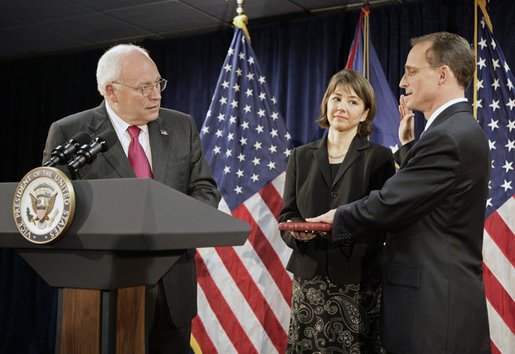
中小企業庁長官への就任宣誓を行うプレストン

2006年4月25日にジョージ・W・ブッシュ大統領はプレストンを中小企業庁長官に指名した。プレストンは6月29日に満場一致でアメリカ上院の承認を受けた。
プレストンを中小企業庁長官に指名した際、ワシントンD.C.には若干の懸念が生じた。これはプレストンが起業経験を持っていないことに起因したものであった。またプレストンは経営学修士号を取得して以降中小規模の企業に勤務した経験が無かった。これも懸念材料の1つであった。

## アメリカ合衆国住宅都市開発長官

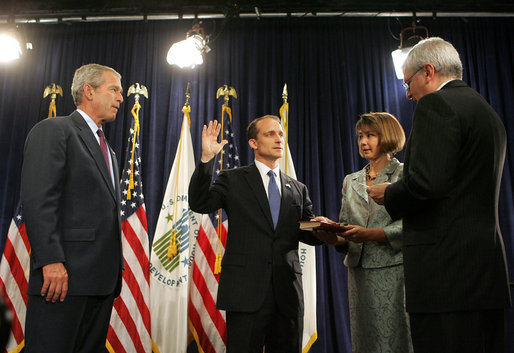
14代目アメリカ合衆国住宅都市開発長官への就任宣誓を行うプレストン

2008年4月18日にジョージ・W・ブッシュ大統領はプレストンをアメリカ合衆国住宅都市開発長官として指名した。アルフォンソ・ロイ・ジャクソン前住宅都市開発長官は同日に辞任した。アメリカ上院での指名承認公聴会は5月22日に実施された。指名承認公聴会ではアメリカ合衆国住宅都市開発省の透明性に関する問題と、住宅バブルに関する質問がなされた。プレストンは中小企業庁長官時代の成果を述べ、出席者に感銘を与えた。プレストンの承認を拒否する直接的な理由は皆無であったが、上院では別の案件についての議論が熱を帯びていたため、プレストンの承認はしばらく先延ばしされる結果になった。プレストンは6月4日に満場一致で上院の承認を受け、14代目アメリカ合衆国住宅都市開発長官に就任した。
アメリカ合衆国住宅都市開発長官としてプレストンは問題資産救済プログラムを監督する金融安定化監督委員会の委員に就いた。プレストンは2007年からの世界金融危機に対応するため、連邦準備制度理事会議長や証券取引委員会委員長、連邦住宅金融庁長官らと連携して緊急経済安定化法の監督に当たった。